# Ram Chandra Kak
Ram Chandra Kak (Jammu, India, 1893-Srinagar, India, 1983). Cursó sus primero estudios en escuelas locales, posteriormente se dedicó a la arqueología autodidacta, excavando los principales sitios de antigüedad de Cachemira.
Fue nombrado secretario en jefe de arqueología del gobierno, en 1937. Se hizo ministro de Asuntos Militares en 1941 y se convirtió en primer ministro de Jammu y Cachemira en el gobierno de Hari Singh, cuando se preparaba la transición a la incorporación a la India.
Le correspondió recibir la visita del primer ministro indio, Sri Pandit Jawaharlal Nehru, pero la reunión fue un fiasco por las irrupciones de los opositores a la unión, dirigidos por el Sheik Mohammed Abdullah.
Posteriormente, sir Louis Mountbatten, ex virrey británico en India, se reunió con el Maharaja y le instó a decidir una unión con Pakistán o con India, entonces Hari Singh aseguró nunca unirse a Pakistán. En 1947, último año de su administración, Pakistán invade la zona y la India debió intervenir en su auxilio.
Siguió con sus labores arqueológicas retirado de la política, hasta su fallecimiento en 1983.
| Predecesor: Benegal Narsing Rau | Primer ministro de Jammu y Cachemira 1945-1947 | Sucesor: Mehr Chand Mahajan |

- Datos: Q3634407
- Multimedia: Ram Chandra Kak / Q3634407